# Plana Baixa
La Plana Baixa (hiszp. Plana Baja) – comarca we Wspólnocie Walenckiej w Hiszpanii. Historyczną stolicą jest Burriana/Borriana, zaś największym miastem jest Vila-real. W 2018 roku okręg zamieszkiwało 190 312 osób.

## Geografia
Comarca od północnego wschodu ograniczona jest parowem rambla de la Viuda i dolnym biegiem rzeki Mijares, oddzielającym ją od okręgu Plana Alta. Na północy od comarki Alcalatén Plana Baixa oddzielona jest pasmem górskim Pedrissa. Na zachodzie pasmo Sierra de Cantallops stanowi granicę z Alto Mijares, zaś podnóże gór Espadán – z Alto Palancia. Granicę z położoną na południu comarcą Camp de Morvedre wyznacza przedłużenie Sierra d’Espadán w kierunku Almenary i Benavites.

## Podział administracyjny
Okręg tworzy 20 gmin:
- Aín
- Alcudia de Veo
- Alfondeguilla
- Almenara
- Alquerías del Niño Perdido/Les Alqueries
- Artana
- Betxí
- Burriana/Borriana
- Chilches/Xilxes
- Eslida
- la Llosa
- Moncofa
- Nules
- Onda
- Ribesalbes
- Sueras/Suera
- Tales
- la Vall d’Uixó
- Vila-real
- la Vilavella[1]